# Eubulides
Eubulides z Miletu (stgr. Εὑβουλίδης – filozof należący do szkoły megarejskiej. Nieznana jest jego dokładna data urodzenia, żył w IV w. p.n.e. Znany jest głównie ze swoich paradoksów.

## Życie
Eubulides był uczniem Euklidesa z Megary, założyciela szkoły megarejskiej. Sam Eubulides również zajmował się pedagogiką. Wychował m.in. Eufantosa z Olintu, Aleksinosa z Elidy i Ichtyasa. Według niektórych przekazów jego uczniem miał być Demostenes, który właśnie dzięki Eublidesowi nauczył się wymawiać spółgłoskę r. Do historii przeszedł jego spór z Arystotelesem.

## Paradoksy Eubulidesa
1. Paradoks kłamcy:
Pewien człowiek twierdzi: "ja teraz kłamię". Jeśli zadamy sobie pytanie, czy jest on kłamcą czy też twierdzi prawdę dojdziemy niechybnie do sprzeczności. Jeśli kłamie, to stwierdzając "ja teraz kłamię" wypowiada prawdę, a więc nie jest kłamcą. Jeśli natomiast twierdzi prawdę, to znaczy, że kłamie, bo to oznacza wypowiadane przez niego zdanie.
2. Paradoks zasłoniętego: 
- Znasz tego człowieka w masce?
- Nie.
- To twój ojciec. Czyżbyś nie znał własnego ojca?
3. Paradoks Elektry:
Elektra nie wie, że człowiek, który się do niej zbliża to jej brat, Orestes. Elektra zna swojego brata. Czy Elektra wie, że ten człowiek to jej brat?
4. Paradoks ukrytego: 
Modyfikacja paradoksu Elektry i zasłoniętego.
5. Paradoks sorytu:
Wyobraź sobie stos piasku, z którego pojedynczo usuwane są kolejne ziarna, aż do momentu, kiedy zostanie już tylko jedno. Czy jest ono nadal stosem? Jeśli nie, to kiedy stos przestał nim być?
6. Paradoks rogacza:
To czego nie zgubiłeś jest twoje. Ale nie zgubiłeś rogów, zatem masz również rogi.
7. Paradoks łysego:
Paradoks łysego jest modyfikacją paradoksu sorytu. Człowiek ma pewną ilość włosów na głowie stanowiących pewien zbiór. Jeśli wyrwiemy mu jeden włos nie stanie się przez to łysy, jeśli wyrwiemy mu dwa, trzy, cztery... nadal nie będzie on łysy. A więc, odebranie podelementów poszczególnych tego zbioru nie pozbawi zbioru jego cechy bycia całością. Ale jeśli będziemy te włosy po kolei wyrywać, to w pewnym momencie zmieni się postać zbioru, człowiek stanie się łysym. Od którego momentu to się stanie?[4]